# Motukitiu
Motukitiu är en ö i Cooköarna (Nya Zeeland). Den ligger i den norra delen av landet och tillhör atollen Aitutaki. Ön är täckt av skog.